# Afra von Staudach

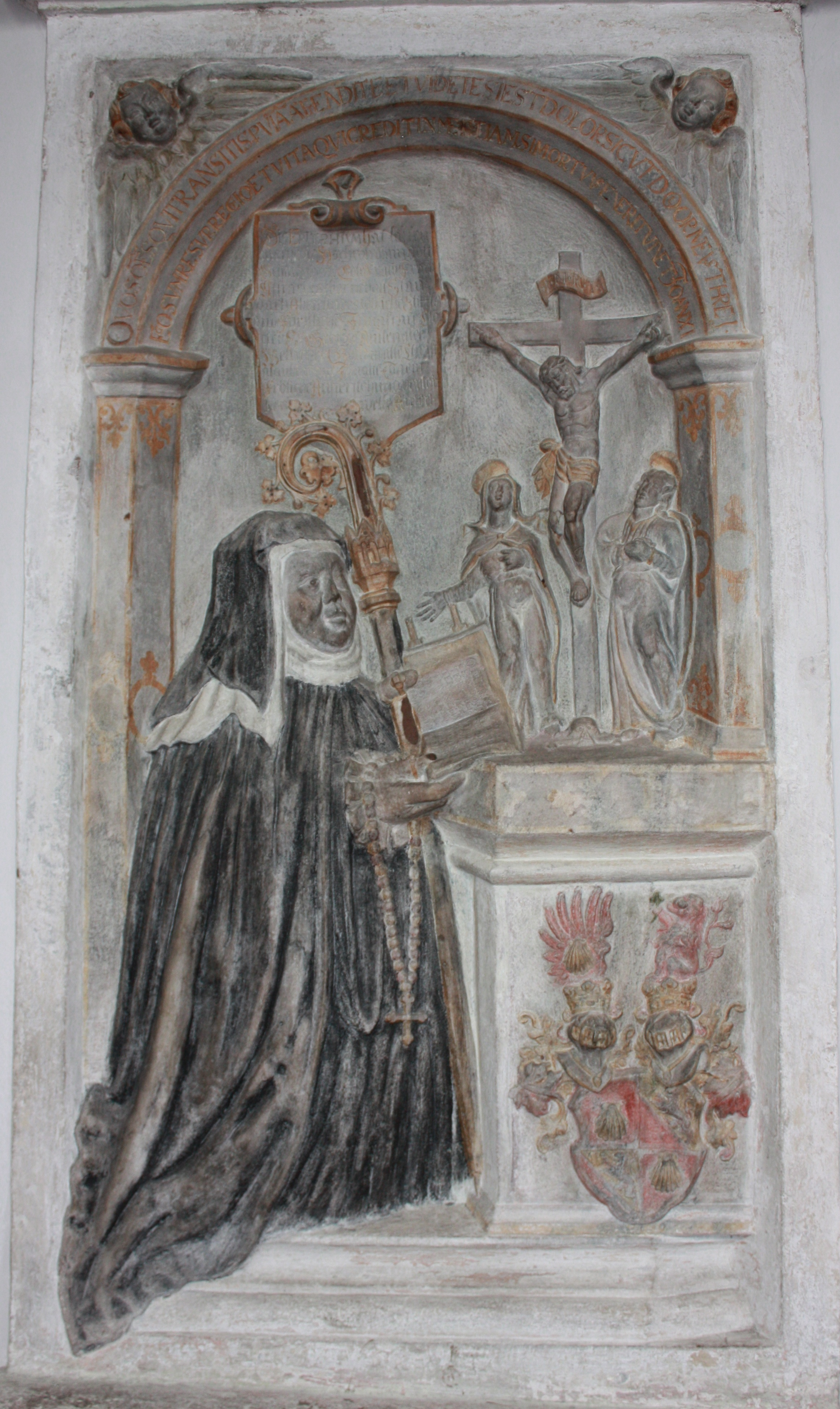
Bild von Afra von Staudach auf ihrem Epitaph

Afra von Staudach (* 1526; † 23. August 1591 in Sankt Georgen am Längsee) war eine österreichische Ordensfrau und Äbtissin von Stift St. Georgen.

## Werdegang
Afra von Staudach war eine Tochter von Marx von Staudach und Amalia von Hund. Ihr Bruder war Tristram von Staudach, der diese Linie der Staudach weiterführte. Sie legte die Profess zirka 1542 im Stift Göß ab, wo sie für zwanzig Jahre  lebte. Am 5. Juni 1562 wurde sie vom Bischof von Chiemsee, Christoph Schlattl, als Äbtissin für das Stift St. Georgen am Längsee postuliert. Ihre  Konfirmation fand am 6. Juni 1562 statt und am 7. Juni 1562 wurde sie benediziert. Nach 29 Jahren an der Spitze des Klosters starb sie am 23. August 1591.